# غروفر لويس
غروفر لويس (بالإنجليزية: Grover Lewis)‏ هو صحفي أمريكي، ولد في 8 نوفمبر 1934 في سان أنطونيو في الولايات المتحدة، وتوفي في 16 أبريل 1995 في لوس أنجلوس في الولايات المتحدة.